# 服部京子
服部 京子（はっとり きょうこ、1976年9月29日 - ）は、実業家、フリーアナウンサー。

## 来歴
山梨英和高等学校、玉川大学文学部卒業後、1999年4月からNHK長野放送局の契約キャスターを3年間務める。その後新潟テレビ21、福島放送、テレビ金沢、琉球放送のアナウンサーを歴任。2007年5月に琉球放送（RBC）のアナウンサー契約が終了した後は、RBCiラジオでパーソナリティを務めている。現在は、琉球朝日放送の夕方の番組内、旬感Qアプリのコーナー、旬のアジア情報を紹介する「旬感アジア」のコーナーホストで台湾をはじめ、アジアの各地からリポートしている。
2014年12月から、海外テレビ局への番組販売会社「Asia&Nippon TV Communications」を設立し、代表取締役社長として活動している。

## 主な出演番組

### テレビ
- おいでよ!プラザN（NHK長野放送局）
- 遊夕信州（NHK長野放送局）
- スーパーJチャンネルにいがた（新潟テレビ21、天気予報担当）
- NT21ニュース（同上）
- PaBoo!（琉球放送）
- Road to J〜FC琉球〜（同上）
- 旬感アジア（琉球朝日放送　旬感Qアプリ内で現在放送中）

### ラジオ
- もぎたて信州朝いちばん（NHKラジオ第1・長野放送局）
- 癒しの空間 音の世界（RBCiラジオ）
- 台湾に吹くうちなんちゅうの風（同上）

## 著書
はっとり☆きょうこ 名義
- 屋台で食べつくそう!台湾ごはん（2007年12月19日、竹書房、撮影：あずみ）ISBN 978-4812433638